# Jablonicapasset

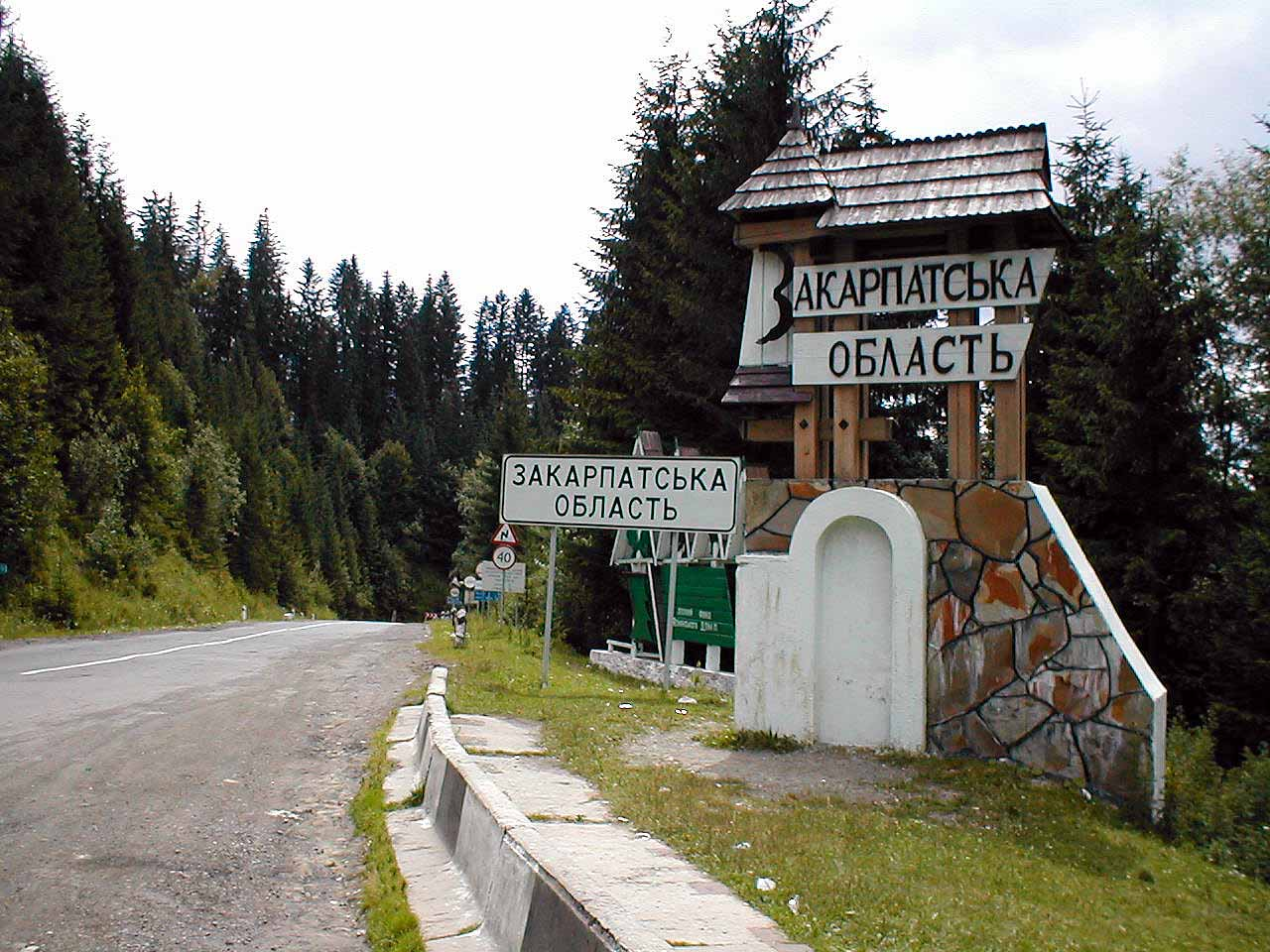

Jablonicapasset eller Tatarpasset är ett bergspass i sydöstra Karpaterna på gränsen mellan Transkarpatiens och Ivano-Frankivsk oblast i Ukraina, 931 meter över havet.
Passet blev strategiskt viktigt på grund av den genom passet passerande järnvägen Kolomyja–Sighet, och var under första världskriget en av de mera omstridda punkterna på östfronten.